# رونالد بابلو باروني
رونالد بابلو باروني (بالإسبانية: Ronald Baroni)‏ هو لاعب كرة قدم ومدرب كرة قدم بيروفي وأرجنتيني في مركز الهجوم، ولد في 8 أبريل 1968 في ليما في بيرو. شارك مع منتخب بيرو لكرة القدم. أما مع النوادي، فقد لعب مع أنقرة غوجو وديبورتيفو كالي وروزاريو سنترال وكيلمس ونادي أوهيجينس ونادي بورتو ونادي ميلغار أريكيبا ونادي يونيفرسيتاريو.

## وصلات خارجية
- رونالد بابلو باروني على موقع الاتحاد الدولي (مؤرشف)  (الإنجليزية)
- رونالد بابلو باروني على موقع اتحاد تركيا (لاعب) (الإنجليزية)
- رونالد بابلو باروني على موقع قاعدة بيانات كرة القدم.إي يو (الإنجليزية)
- رونالد بابلو باروني على موقع ناشيونال فوتبول تيمز (الإنجليزية)